# 4705 Secchi
4705 Secchi este un asteroid din centura principală, descoperit pe 13 februarie 1988 de Oss. San Vittore.